# مانفورد (اکلاهما)
مانفورد، اکلاهما (به انگلیسی: Mannford) یک شهر در ایالات متحده آمریکا است که در شهرستان کریک، اکلاهما واقع شده‌است.

## خصوصیات
مانفورد ۲۳٫۰ کیلومترمربع مساحت و ۳٬۰۷۶ نفر جمعیت دارد و ۲۲۳ متر بالاتر از سطح دریا واقع شده‌است.